# Ancistrocerus rufopictus
Ancistrocerus rufopictus är en stekelart som beskrevs av Kostylev 1940. Ancistrocerus rufopictus ingår i släktet murargetingar, och familjen Eumenidae. Inga underarter finns listade i Catalogue of Life.